# Ballwurf
Der Ballwurf ist eine leichtathletische Disziplin in der Kinder- und Jugendleichtathletik. Er ist im Bereich der Kinderleichtathletik die erste Wurfdisziplin, bevor er in den älteren Jahrgängen durch die anspruchsvolleren Disziplinen Speerwurf, Diskuswurf, Hammerwurf und Kugelstoßen abgelöst wird. Der Schleuderballwurf wird nicht zu den Würfen gezählt, da hierbei eine Schleuderbewegung zum Einsatz kommt.
In den ersten Jahren der Frauenleichtathletik gab es zwischen 1926 und 1933 sogar Deutsche Meisterschaften im Schlagballwurf der Frauen. Im Männerbereich hingegen war der Ballwurf nie Bestandteil Deutscher Leichtathletikmeisterschaften.
Beim Deutschen Sportabzeichen für Kinder und Jugendliche ist der Ballwurf die erste Wurfdiziplin aus der Disziplingruppe Kraft. Dabei wird ab 6 Jahren mit dem Schlagball (80 g) geworfen. Die Jungen wechseln ab 12 Jahren und die Mädchen ab 14 Jahren zum Wurfball (200 g). Als Alternative Wurfdiziplin kommt bei beiden Geschlechtern das Kugelstoßen ab 12 Jahren hinzu. Ab 18 Jahren und dem Wechsel zum Sportabzeichen für Erwachsene, entfällt der Ballwurf als Disziplin und wird durch den Medizinballwurf ersetzt.
Der Ball wird nach einem Anlauf, dessen Länge nicht vorgeschrieben ist, mit dem ausgestreckten Arm geworfen. Wenn die sieben Zentimeter breite Abwurflinie vor dem Abwurf berührt oder überschritten wird, ist der Wurf ungültig.

## Wurfgerät
Es wird unterschieden zwischen Ball und Schlagball.

### Ball
Der Ball – auch Wurfball – ist ein Leder- oder Gummiball mit einem Gewicht von 200 Gramm. Je nach Material ist die Größe leicht unterschiedlich.
Mit dem Ball wird in den männlichen und weiblichen Altersklassen der 12- bis 15-Jährigen geworfen. Da jedoch in den Mehrkämpfen ab den 14-jährigen Jugendlichen der Ballwurf durch das Kugelstoßen abgelöst wird, ist der Ballwurf meist nur auf die bis 13-jährigen Kinder beschränkt.

### Schlagball
Der – kleinere, härtere – Schlagball ist ebenfalls aus Leder oder Gummi, wobei meist mit Lederbällen geworfen wird. Er hat ein Gewicht von 70 bis 85 Gramm. Mit ihm werfen die Kinder bis 11 Jahre. Die weibliche Jugend von 12 bis 15 Jahren darf zwar auch noch mit dem Schlagball werfen, doch ist dies unüblich, da im Dreikampf mit dem Ball geworfen wird, bzw. der Ballwurf vom Kugelstoßen abgelöst wird.

## Weitenmessung
Im Gegensatz zu allen anderen leichtathletischen Wurfdisziplinen wird beim Ballwurf nicht auf den Zentimeter genau gemessen. Es wird der Punkt des Aufpralls auf den Platz von einem Kampfrichter mittels Blick festgestellt. Bei dem relativ geringen Gewicht des Balles wäre die Suche nach Aufschlagspuren auf Rasen oder Asphalt meist vergeblich. Anschließend wird die Weite senkrecht zum ausliegenden Maßband oder der Messlinie abgelesen und auf den nächsten halben Meter abgerundet. Das Maßband liegt rechtwinklig zur Abwurflinie aus.
Daher empfiehlt es sich, möglichst gerade zu werfen, da eine seitliche Abweichung von der Abwurflinie eine verschenkte Weite ist.

## Rekordweiten
Der Deutsche Leichtathletik-Verband führt keine Rekord- oder Bestenlisten für den Ballwurf. Von daher gibt es auch keine deutschen Rekorde in dieser Disziplin. Allerdings führen einige Landesverbände und zahlreiche Kreisverbände den Ballwurf in ihren Rekordlisten. Als Beispiel für mögliche Weiten hier die Rekorde im Ballwurf des Leichtathletik-Verbandes Nordrhein:
Altersklasse M15: 102,0 m; M14: 88,5 m; W15: 65,0 m; W14: 64,5 m. (Stand: Dezember 2016)